# فوستر (رود آيلاند)
فوستر (بالإنجليزية: Foster)‏ هي بلدة تقع بولاية رود آيلاند في الولايات المتحدة. تبلغ مساحتها 134.3 (كم²)، وترتفع عن سطح البحر 160 م، بلغ عدد سكانها 4606 نسمة في عام 2010 حسب إحصاء مكتب تعداد الولايات المتحدة وتصل الكثافة السكانية فيها 34.8 نسمة/كم2.

## المناخ
يظهر الجدول التالي التغييرات المناخية على مدار السنة لفوستر:
| البيانات المناخية لـفوستر         | البيانات المناخية لـفوستر | البيانات المناخية لـفوستر | البيانات المناخية لـفوستر | البيانات المناخية لـفوستر | البيانات المناخية لـفوستر | البيانات المناخية لـفوستر | البيانات المناخية لـفوستر | البيانات المناخية لـفوستر | البيانات المناخية لـفوستر | البيانات المناخية لـفوستر | البيانات المناخية لـفوستر | البيانات المناخية لـفوستر | البيانات المناخية لـفوستر |
| الشهر                             | يناير                     | فبراير                    | مارس                      | أبريل                     | مايو                      | يونيو                     | يوليو                     | أغسطس                     | سبتمبر                    | أكتوبر                    | نوفمبر                    | ديسمبر                    | المعدل السنوي             |
| --------------------------------- | ------------------------- | ------------------------- | ------------------------- | ------------------------- | ------------------------- | ------------------------- | ------------------------- | ------------------------- | ------------------------- | ------------------------- | ------------------------- | ------------------------- | ------------------------- |
| الدرجة القصوى °ف (°م)             | 67 (19)                   | 68 (20)                   | 88 (31)                   | 94 (34)                   | 93 (34)                   | 94 (34)                   | 97 (36)                   | 97 (36)                   | 94 (34)                   | 84 (29)                   | 78 (26)                   | 75 (24)                   | 97 (36)                   |
| متوسط درجة الحرارة الكبرى °ف (°م) | 34 (1)                    | 38 (3)                    | 46 (8)                    | 57 (14)                   | 67 (19)                   | 75 (24)                   | 80 (27)                   | 78 (26)                   | 71 (22)                   | 60.7 (15.9)               | 50 (10)                   | 39 (4)                    | 58.4 (14.7)               |
| المتوسط اليومي °ف (°م)            | 25.7 (−3.5)               | 28.4 (−2.0)               | 36.4 (2.4)                | 47 (8)                    | 57.1 (13.9)               | 65.2 (18.4)               | 70.4 (21.3)               | 69.1 (20.6)               | 61.5 (16.4)               | 50.6 (10.3)               | 41.4 (5.2)                | 30.6 (−0.8)               | 48.6 (9.2)                |
| متوسط درجة الحرارة الصغرى °ف (°م) | 17 (−8)                   | 20 (−7)                   | 27 (−3)                   | 36 (2)                    | 46 (8)                    | 55 (13)                   | 60 (16)                   | 59 (15)                   | 52 (11)                   | 41 (5)                    | 32 (0)                    | 23 (−5)                   | 38.8 (3.8)                |
| أدنى درجة حرارة °ف (°م)           | −13 (−25)                 | −11 (−24)                 | −1 (−18)                  | 14 (−10)                  | 27 (−3)                   | 36 (2)                    | 42 (6)                    | 39 (4)                    | 31 (−1)                   | 21 (−6)                   | 4 (−16)                   | −15 (−26)                 | −15 (−26)                 |
| الهطول إنش (مم)                   | 4.28 (109)                | 4.12 (105)                | 5.45 (138)                | 4.70 (119)                | 3.92 (100)                | 4.58 (116)                | 3.82 (97)                 | 4.33 (110)                | 4.09 (104)                | 4.77 (121)                | 4.96 (126)                | 4.84 (123)                | 53.86 (1٬368)             |
| متوسط أيام هطول الأمطار           | 12                        | 10                        | 12                        | 11                        | 13                        | 12                        | 11                        | 10                        | 10                        | 11                        | 11                        | 12                        | 135                       |
| ساعات سطوع الشمس اليومية          | 10.1                      | 11.1                      | 12.5                      | 13.9                      | 15.1                      | 15.7                      | 15.4                      | 14.3                      | 12.9                      | 11.5                      | 10.3                      | 9.7                       | 12.7                      |
| المصدر: Weatherbase               |                           |                           |                           |                           |                           |                           |                           |                           |                           |                           |                           |                           |                           |

## وصلات خارجية
- The US50 - Cities and Towns in Rhode Island State
- Rhode Island Cities and Towns, Facts, Map, Flag, Colleges, Government, and More